# Isodrapetis nitidula
Isodrapetis nitidula är en tvåvingeart som beskrevs av Collin 1928. Isodrapetis nitidula ingår i släktet Isodrapetis och familjen puckeldansflugor. Inga underarter finns listade i Catalogue of Life.